# Красные (фильм)
«Кра́сные» (англ. Reds) (1981) — эпическая историческо-биографическая драма Уоррена Битти о жизни американского  журналиста, писателя и коммуниста Джона Рида, автора хроники русской Октябрьской революции 1917 года «Десять дней, которые потрясли мир» (1919), опубликованной за год до его смерти. Фильм завоевал «Золотой глобус» при семи номинациях, три премии «Оскар» при двенадцати номинациях, в том числе в номинации «Лучший режиссёр», два «Давида ди Донателло» и две «BAFTA» при шести номинациях. Также номинировался на «Оскар» за лучший фильм, но проиграл «Огненным колесницам».
Сценарий фильма является адаптацией мемуаров писателя, выполненной Уорреном Битти, Тревором Гриффитсом, Джереми Пиксером, Питером Фейблманом и Илэйн Мэй (не указаны в титрах).
По версии Американского института киноискусства картина занимает 55-е место в списке 100 страстей и 9-е место в списке «10 лучших эпических фильмов» 10 фильмов из 10 жанров.

## Сюжет
Фильм посвящён жизни и деятельности американского журналиста, прозаика и социалиста Джона Рида, а также его отношениям со своей будущей супругой, журналисткой Луизой Брайант периода 1915—1920 годов. Картина содержит интервью с современниками и друзьями главных героев, а также историческими личностями, среди которых Скотт Ниринг — американский активист движения за мир, радикал 98 лет. Другие свидетели — американская журналистка Дороти Фрукс, влиятельный журналист Джордж Сельдес и писатель Генри Миллер.
Портленд, штат Орегон, 1915 год. Светская львица Луиза Брайант (Дайан Китон) присутствует на собственной выставке, где выставлены её обнажённые снимки, что не нравится её мужу, дантисту Полу Траллингеру (Николас Костер). В клубе либералов, где обсуждается начавшаяся год назад война, она впервые встречает радикального журналиста и холостяка Джона Рида (Уоррен Битти), которого уговаривает на интервью у себя в квартире о международной политике, длящегося всю ночь. Девушка заинтригована идеализмом репортёра, молодые люди заинтересовываются друг другом и решают встретиться вновь, что происходит на званом обеде у матери Рида. Он приглашает Брайант отправиться с ним в Нью-Йорк, но Луизу волнует, в качестве кого она туда поедет. Луиза понимает, что писательство было её единственным спасением от разочаровавшего её существования в высшем свете. Разведясь со скучным мужем, она принимает предложение Рида и перебирается в Гринвич-Виллидж, штат Нью-Йорк, в его квартиру с табличкой «Общество аморальных. Входите».
Луиза знакомится с местным сообществом активистов-коммунистов и творческих людей — в их числе журналист Макс Истмен (Эдвард Херрманн), анархистка Эмма Голдман (Морин Стэплтон) и драматург Юджин О'Нил (Джек Николсон).
Рид присутствует на рабочей коммунистической сходке, которую разгоняет вооружённые антикоммунисты во главе с полицейским. Послушав совет Джона, Луиза исправляет повторения в статье и показывает её Хорасу Уигэму, редактору «Метрополитена», который за спиной считает Джона неудачником и делает попытку флиртовать с ней. Луиза закатывает Джону истерику, но они быстро мирятся.
Рид, Брайант, Юджин О'Нил и Макс Истмен переезжают в Провинстаун, штат Массачусетс, где концентрируются на сочинительстве и участвуют в жизни местного театра новой волны.
1916 год. Джон, одержимый желанием изменить мир, уезжает в Чикаго, штат Сент-Луис, где участвует в забастовках «красных» лейбористов и освещает съезд Демократической партии, и откуда пишет Луизе. В его отсутствие Юджин показывает свою заинтересованность Луизой. Благодаря тому, что Луиза является сторонницей свободных отношений, у них завязывается непродолжительный роман.
По возвращении Джон видит целующихся любовников, но понимает, что всё ещё любит Луизу, и предлагает той руку и сердце. После тайной женитьбы они переезжают вместе с Ридом в Кротон-на-Гудзоне к северу от Нью-Йорка. Узнав о свадьбе, Юджин понимает, что Луиза использовала его, дабы выйти за Рида, и покидает её, пока Джон был в Вашингтоне.
Рид попадает в камеру за призыв против войны на милитаристском собрании. Врач Гарри предупреждает друга, что если он продолжит в том же духе, то его почечная болезнь доконает его, Рид, узнав, что его половая система не нарушена, говорит, что планирует детей. На собрании Социалистической партии Америки Рид, не являющийся делегатом, не получает ответ на вопрос, будут ли члены партии пикетировать призывы на военную службу. Бостонский делегат Луис Фрайна предлагает ему вступить в неё. Джон обнаруживает поэму О’Нила, подаренную Луизе перед уходом, та понимает, что и муж не единожды изменял ей, и уходит.
Париж, 1917 год. Луиза, активно работающая на Уигэра в качестве военного корреспондента, пишет письма Джону, болезнь которого прогрессирует, ему удаляют почку. Пит Ван Верри, друг Рида, считает, что если большевики придут к власти, восточный фронт перестанет существовать, и война закончится. Рида, критикующего президента Вильсона, перестают печатать. От Пита Джон узнаёт, что Уигэр уволил Луизу пару месяцев назад. Бывшие супруги воссоединяются, несмотря на то, что Риду противопоказаны долгие путешествия и стресс. Джон убеждён, что скоро революция перебросится из России на другие страны и вскоре охватит весь мир. Он уезжает в Петроград. В поезде он встречается с делегатом Джо Лойски, которого видел на съезде в Чикаго, тот демонстрирует знание русского языка. К нему подсаживается передумавшая Луиза. По пути Джон изучает язык, Джо веселит Луизу анекдотами. На границе они впервые видят раненых солдат. Один из них, 14-летний мальчик в очках, говорит, что после 3 месяцев на фронте стал большевиком и больше не желает проливать кровь, Джо переводит это Луизе. На вокзале журналистов встречает друг Рида Алекс Гомберг (Стефан Гриф), селящий их в пустой квартире.
Джон читает в газете о восстании против правительства Керенского. Репортёры пишут: «Керенский не дал людям ни мира, ни хлеба. Все знают — что-то должно произойти, но никто не знает что. Петроград не смыкает глаз, ночь — время массовых митингов. Керенский никого не устраивает — правые мечтают о сильной руке, левые хотят мира, все ждут выступления большевиков. Лидер большевиков Ленин слишком многогранная фигура, чтобы описать его в нескольких словах».
Пара встречается с Владимиром Лениным (Роджер Сломэн) на ночной улице. Луизе удаётся бегло пообщаться с Григорием Зиновьевым (Ежи Косинский), который сказал «Порой десять лет значат меньше, чем один день». «Я ухитрилась взять интервью у Зиновьева в Смольном. Мы слышали выступление Троцкого (Стюарт Ричман) в Смольном. Если Ленин — это идея, то Троцкий — действие, он прирождённый агитатор. Зал в Смольном был набит до отказа. Кто-то попросил прекратить курение, и все подхватили этот лозунг, не выпуская папирос изо рта. Троцкий сказал: „Мы не хотим восстания, но если Керенский выступит против нас, мы ответим ударом на удар“. А Ленин — это лидер, главенствующий над толпой силой своего интеллекта. Этот человек не проявляет себя как пламенный оратор, подобно Троцкому, и всё же именно Ленин определяет стратегию и тактику большевиков».
Луиза благодарит Джона, что тот привёз её в город. На очередной забастовке рабочий (Денис Пекарев), хорошо знающий английский и четыре года проживший в Нью-Йорке, переводит речи ораторов Джону. Узнав, что каждый может высказаться, Рид размахивая свёрнутой в трубочку газетой, обращается к толпе с короткой, но пламенной речью о мировой революции и срывает бурные аплодисменты. Большевики поют «Интернационал». Страсть Луизы и Джона вспыхивает с новой силой, они активно посещают митинги и собрания, становятся пассивными участниками Октябрьской революции и свидетелями штурма Зимнего. На выступлении Ленина Рид вручает Лойски обещанную фуражку, тот метко швыряет котелок на люстру. Пара празднует Новый год.
Нью-Йорк, 1918 год. На станции рукописи по готовящейся книге конфискуют по приказу генерального прокурора и отправляют в Вашингтон. Макс Истмен встречает пару. Вдохновлённый идеей революции, Рид пытается принести дух коммунизма в родную страну. Луиза даёт показания перед антикоммунистически настроенным комитетом Сената США. Рид посещает Эмму Голдман в тюрьме, та решает по освобождении уехать в Россию. Рид вступает в Социалистическую партию Америки. Между радикалом Джоном и умеренным Луисом Фрайна происходит спор, партия на грани раскола.
Чикаго, 1919 год. Членов исполнительного комитета во главе с Ридом не впускают в зал из-за отсутствия мандатов. Прорвавшегося к трибуне Рида выгоняет вызванная полиция, часть делегатов, поющих «Интернационал», уходит с ним. Единогласно новообразованная партия переименовывается в «Коммунистическую рабочую партию Америки», Луис тщетно предлагает присоединиться к митингу СПА. Рида решают отправить в Москву для установления связи с Коминтерном. Слыша слова радикально настроенного супруга, Луиза покидает собрание. Она пытается отговорить Джона от поездки и грозится уйти, если тот выберет политику вместо писательства, но тот непреклонен.
Джон получает документы на имя Джеймса Гормли и тайно проникает на корабль. После продолжительной разлуки Луиза навещает Юджина О’Нила, отпетый циник шутит над её изменившимися взглядами на жизнь. Задетая за живое, девушка возвращается домой и обнаруживает пропажу пса Джесси. В дом неожиданно врываются два агента ФБР, прибывшие арестовать Рида.
Рид встречается с Григорием Зиновьевым, но исполнительный комитет Коминтерна, в котором присутствует Карл Радек (Ян Тршиска), отказывается поддержать две разрозненные коммунистические партии США и готовы сделать это, когда они объединятся. Зиновьев сообщает, что комитет решил оставить Рида в России до июля для работы в Бюро пропаганды, и настаивает, что революция важнее семьи, но Джон отказывается.
Рида допрашивают в Финляндии как советского шпиона. О’Нил помогает Луизе добраться до Норвегии. Следователь комкает письмо Луизы. В тюрьме у Рида развивается цинга, он просит симпатизирующего большевикам доктора передать весточку жене. Луиза в это время добирается до Финляндии на лошадях и лыжах. Новостей всё нет, но Джона отпускают.
Петроград, 1920 год. Группа солдат встречает Джона на станции и сообщает, что Ленин согласился обменять его на 50 профессоров. Рид многократно телеграфирует Луизе в Кротон-на-Гудзоне. Ответа от неё нет. Джон встречается с эмигрировавшей Голдман, сообщающей о линии партии и советующей ему забыть о жене, якобы получающей телеграммы, но намеренно молчащей. Джон слушает «Интернационал» в пустой квартире, где он останавливался с женой. Врач сообщает приехавшей в финскую тюрьму Луизе, что её муж освобождён, но о его местоположении не сообщается.
На съезде Коминтерна слова Рида переводятся по-разному делегатами разных стран, возникает путаница. Он предлагает организовать синхронный перевод на немецкий, французский, итальянский и испанский, а основным сделать английский. Луис Фрайна переводит слова Джона испанской делегации. Карл Радек не поддерживает стремление Рида на принятие резолюции против антикоммунистических властей США и освобождению политзаключённых, вопросу которой были посвящены шесть делегаций. Несмотря на то, что его поддерживает Луис Фрайна и английская делегация, большинством прения были прекращены. Рид отказывается голосовать за итоговый документ и принимать дальнейшее участие в съезде Коминтерна.
Эмма замечает, что большевики не выполняют свои обещания, в частности «Фабрики — рабочим, землю — крестьянам», преследуют инакомыслящих и вводят цензуру, Джон отвечает, что её теории не пересекаются с реалиями и что процесс уже запущен. Рид рвёт документ об отставке перед Зиновьевым. Его отправляют в составе делегации поездом в Баку. Народ востока воодушевлённо встречают коммунистов и объявляет священную войну неверным с запада. На вокзале собирающаяся уезжать Голдман встречает Луизу. Рид недоволен тем, что Зиновьев самовольно сделал правки в русский перевод его речи («священная война» вместо «классовой борьбы»), и обвиняет революционера в подавлении индивидуальности. Неожиданно на поезд нападают белогвардейцы, в суматохе Джон бежит за получившей отпор конницей.
На московском вокзале Луиза с повязанной косынкой не замечает мужа среди делегации Зиновьева, но внезапно обнаруживает Джона неподалёку. Супруги нежно обнимаются. Ослабленный журналист заболевает сыпным тифом. В бреду Джон слышит капель за окнами. Он спрашивает, в качестве кого Луиза хочет поехать с ним в Нью-Йорк. Ища кружку для воды, Луиза получает её из рук маленького мальчика, попутно слыша «Отче наш» по усопшим. Возвращаясь, она видит докторов, собравшихся у палаты. Её оставляют наедине с почившим мужем, у которого она беззвучно плачет на груди.

## В ролях
- Уоррен Битти — Джон Рид
- Дайан Китон — Луиза Брайант
- Эдвард Херрманн — Макс Истмен
- Джек Николсон — Юджин О'Нил
- Морин Стэплтон — Эмма Голдман
- Пол Сорвино — Луис Фрайна, бостонский делегат Социалистической партии Америки
- Николас Костер — Пол Траллингер, муж Луизы
- М. Эммет Уолш — спикер в клубе либералов
- Джин Хэкмен — Пит Ван Верри, друг Рида
- Элеонор Уилсон — миссис Рид
- Макс Райт — Флойд Делл, писатель
- Джордж Плимптон — Хорас Уигэм, редактор «Метрополитен»
- Уильям Дэниелс — Джулиус Гербер
- Дэйв Кинг — Аллан Бенсон
- Дольф Свит — Билл Хейвуд
- Стефан Гриф — Алекс Гомберг, друг Рида, петроградский коммунист
- Денис Пекарев — переводчик Рида на фабрике во время митинга
- Роджер Сломэн — Владимир Ленин
- Стюарт Ричман — Лев Троцкий
- Ежи Косинский — Григорий Зиновьев
- Ян Тршиска — Карл Радек
- Олег Керенский (внук политика) — Александр Керенский

## Награды и номинации

### Награды
- 1981 — Премия Национального совета кинокритиков США
  - Лучший фильм
  - Лучший режиссёр — Уоррен Битти
  - Лучшая мужская роль второго плана — Джек Николсон
- 1982 — Премия «Золотой глобус»
  - Лучший режиссёр — Уоррен Битти
- 1982 — Премия «Оскар»
  - Лучший режиссёр — Уоррен Битти
  - Лучшая женская роль второго плана — Морин Стэплтон (за роль Эммы Голдман)
  - Лучшая операторская работа — Витторио Стораро
- 1982 — Премия «Давид ди Донателло»
  - Лучший иностранный продюсер — Уоррен Битти
  - Лучшая иностранная актриса — Дайан Китон
- 1983 — Премия «BAFTA»
  - Лучшая мужская роль второго плана — Джек Николсон
  - Лучшая женская роль второго плана — Морин Стэплтон

### Номинации
- 1982 — Премия «Золотой глобус»
  - Лучшая драма
  - Лучший драматический актер — Уоррен Битти
  - Лучший драматический актер второго плана — Джек Николсон
  - Лучшая драматическая актриса — Дайан Китон
  - Лучшая драматическая актриса второго плана — Морин Стэплтон
  - Лучший сценарий — Уоррен Битти, Тревор Гриффитс
- 1982 — Премия «Оскар»
  - Лучшая мужская роль — Уоррен Битти
  - Лучшая мужская роль второго плана — Джек Николсон
  - Лучшая женская роль — Дайан Китон
  - Лучшая работа художника-постановщика/декоратора
  - Лучший дизайн костюмов
  - Лучший монтаж — Диди Аллен, Крейн Маккей
  - Лучший фильм — Уоррен Битти
  - Лучший звук — Дик Ворисек, Том Флайшмен, Саймон Кэй
  - Лучший оригинальный сценарий — Уоррен Битти, Тревор Гриффитс
- 1983 — Премия BAFTA
  - Лучшая мужская роль — Уоррен Битти
  - Лучшая женская роль — Дайан Китон
  - Лучшая операторская работа — Витторио Стораро
  - Лучший дизайн костюмов

## Факты
- Во время съёмок Битти читал лекции русским актёрам, занятым в массовке, о капиталистических методах использования рабочей силы. Этот ход оказался на четвёртом месте в списке самых глупых решений в истории кинематографии, опубликованном журналом Total Film в 2004 году, поскольку актёры из массовки вышли на забастовку с требованием повышения зарплаты.
- Следующим фильмом после «Красных», который номинировался на «Оскар» во всех четырёх актёрских номинациях, стал «Мой парень - псих». Он был выдвинут сразу по восьми номинациям, включая лучший фильм и режиссуру, на церемонии 2013 года, то есть спустя 31 год.
- Запись интервью со «свидетелями» для фильма началась ещё в ранних 1970-х.
- Джин Хэкмен появился в камео-роли, сыграв Питера Ван Верри. Сцена, в которой он сообщает Джону Риду, что Луиза Брайант больше на него не работает, снималась в течение ровно ста дублей. Хэкмен поклялся, что в 101-м он сниматься не станет, и ему не пришлось этого делать.
- Джон Белуши и Дэн Эйкройд назвали «Красных» одним из своих любимых фильмов из недавно вышедших. Сказано это было в 1981 году, во время интервью в разговорном шоу, прилагающемся как бонус к DVD «Лучшее из шоу субботним вечером: Джон Белуши».
- Сцена из фильма, изображающая Октябрьскую революцию, была снята в Хельсинки, в морских укреплениях Суоменлинна и Сенатской площади.
- Фильм был выпущен на DVD только в 2006 году.
- Битти хотел предложить своему другу Николсону роль Юджина О’Нила, но не был уверен, что тот согласится, поскольку понимал, что роль небольшая. Во время разговора с Николсоном он описал персонаж, как мужчину, способного отбить женщину у Джона Рида (исполняемого самим Битти). Николсон сказал, что единственный, кто способен это сделать — это он, и согласился на роль. Незадолго до этого Николсон закончил съёмки в фильме «Сияние» и продюсеры «Красных» считали, что он слишком полон и неопрятен для новой роли. Но до начала новых съёмок Николсон успел значительно преобразиться и сбросить лишний вес.
- В мае 1979 года Владимиром Высоцким было записано видеописьмо, адресованное Уоррену Битти. Предполагалось, что в результате последующего знакомства Высоцкому представится возможность принять участие в съёмках фильма «Красные», к работе над которым планировал приступить в качестве режиссёра Уоррен Битти.
- Эпизоды съемок в Лондоне юмористически описаны писателем Зиновием Зиником в его книге «Русская служба»[1].